# Habitatge al carrer Únic, 13 a Claramunt
L'Habitatge al carrer Únic de Claramunt, 13 és un edifici de Tremp (Pallars Jussà) protegit com a Bé Cultural d'Interès Local.

## Descripció
Es tracta d'un edifici construït a quatre vents que consta de tres nivells d'alçat (planta baixa i dos pisos) i de coberta a doble vessant. Té els dos accessos al carrer principal, dels quals el més meridional comunica amb un pati descobert. La façana sud és la més interessant de la finca i devia constar originàriament de galeria porxada tant a la planta baixa com al primer pis. Els tres arcs que conserva la façana són rebaixats i estan construïts amb dovelles de pedra i presenten les impostes marcades sobresortint de la línia de l'intradós. L'arc del segon pis presenta un disseny de balconada, amb una volada suportada per dues grans mènsules. Els forjats interiors són de troncs de fusta i revoltons d'obra. La façana del carrer Major disposa d'un accés conformat per un arc rebaixat de maó massís i de diverses obertures amb llindes de fusta.